# ألان روت
ألان روت (بالإنجليزية: Alan Root)‏ هو مصور سينمائي بريطاني، ولد في 12 مايو 1937 في لندن في المملكة المتحدة، وتوفي في 26 أغسطس 2017 في كينيا.

## وصلات خارجية
- ألان روت على موقع IMDb (الإنجليزية)
- ألان روت على موقع ألو سيني (الفرنسية)
- ألان روت على موقع قاعدة بيانات الفيلم (الإنجليزية)